# Helisäus Röslin
Helisäus Röslin, auch Helis(a)eus Rößlin (* 17. Januar 1545 in Plieningen; † 14. August 1616 in Buchsweiler) war ein deutscher Mediziner, Astrologe, Chronologe und Geograph.

## Leben
Röslin wurde 1544 oder 1545 in Plieningen bei Stuttgart geboren. Sein Vater war vermutlich der dortige evangelische Pfarrer. Ein herzogliches Stipendium ermöglichte ihm den Besuch des Gymnasiums in Stuttgart, bevor er 1561 nach Tübingen ging, um dort unter Samuel Eisenmenger Medizin zu studieren. 1569 erwarb er seinen Doktortitel, ließ sich in Pforzheim nieder und gründete eine ärztliche Praxis. 1570 heiratete er Judith Beurlin, die Tochter des Theologen Jacob Beurlin. Als Leibarzt diente er seit 1572 dem Pfalzgrafen Georg Johann I. (Pfalz-Veldenz) und seit 1612 Johann Reinhard von Hanau-Lichtenberg. Besonderes Interesse hatte er darüber hinaus an Fragen der Astrologie, Chronologie und Geographie. Aus Beobachtungen der Supernova 1572 und des Kometen von 1577, den er entgegen aristotelischer Vorstellungen jenseits der Mondbahn lokalisierte, schloss er das Nahen der Apokalypse, deren Eintreten er auf das Jahr 1654 berechnete. Seit 1582 war er Stadtphysikus von Hagenau, wo er die längste Zeit lebte. Um 1588 traf er in Straßburg auf Nicolaus Reimers, genannt Ursus, und disputierte mit ihm über astronomische Fragen. Röslin starb 1616 in Buchsweiler an der Ruhr.

## Geoheliozentrisches Modell
Röslin, der sich selbst nicht für einen Astronomus hielt, versuchte gegenüber den Theorien von Ursus und Kepler sein eigenes Weltmodell zu etablieren. In seinem 1597 erschienenen Buch De Opere Dei diskutierte er die Weltsysteme von Ptolemäus, Kopernikus, Brahe und Ursus und versuchte sich von diesen abzugrenzen. Ausgehend von der Tatsache, dass zu seiner Zeit keine Parallaxe der Fixsterne beobachtet werden konnte, folgerte Röslin, dass die Sterne bei einem heliozentrischen Weltbild einen immens großen Abstand von den Planetenbahnen haben müssten, was er aus physikalischen Gründen für unmöglich hielt. Er ging stattdessen davon aus, dass die festen Kristallsphären jeweils die nächst inneren Sphären mechanisch antreiben und so die Planetenbewegungen verursachen. Aus diesem Grund hielt Röslin die Erde für den Mittelpunkt des endlichen und begrenzten Universums, um den Mond und Sonne kreise, die Sonne aber wiederum für das Zentrum der Planetenbahnen. Die Fixsternsphäre stellte er sich in ständiger Bewegung vor, während er die Theorie der Eigenrotation der Erde ablehnte. Anders als Johannes Kepler hielt er auch an der Vorstellung perfekter Kreisbahnen fest. Sein Modell ähnelt damit dem tychonischen Weltbild.

## Werke
- Theoria nova Coelestium, Straßburg 1578.
- Des Elsaeß und gegen Lothringen grentzenden Waßgauischen Gebirgs gelegenheit [...], Straßburg 1593.
- De opere Dei creationis sui de mundo hypotheses orthodoxae quantumvis paradoxae, Frankfurt 1597.
- Tractatus meteorologiphysicus, Straßburg 1597. (Digitalisat in der Digitalen Bibliothek Mecklenburg-Vorpommern)
- Judicium oder Bedenken vom Neuen Stern im Schlangenträger, welcher den 2. Octobris erschienen und zum ersten Mal gesehen worden, Straßburg 1605.
- Historischer, politischer und astronomischer natürlicher Diskurs von heutiger Zeit Beschaffenheit, Wesen und Stand der Christenheit, Straßburg 1609.
- Mitternächtige Schiffarth, Oppenheim 1611.
- Prematurae solis apparitionis in Nova Zembla causa vera, Straßburg 1612.
- Prodromus dissertationum chronologicarum..., Frankfurt 1612.
- Chronologia primorum Caesarum ante et post natum Christum ab occupata o Pompejo Hierosolyma usque ad ultimam devastationem ejus per Titum Vespasioni filium, Frankfurt 1612.
- Zu Ehrn der Kayserl. Wahl und Krönung Matthiae und Annae. I Kays. May. Gemahlin den 14/24 und 15/25 Tag Junii des 1612 Jahr zu Frankfurt mit grosser Solemnität gehalten und verricht, Frankfurt 1612.
- Fürnemes Prognosticon oder denkwürdige Prophezeiung, dess fürtrefflichen und weitberühmten Astronomi Herrn D. Helisaei Röslins... Nach Röslins Tod in Truck gegeben. 1626.